# Phyllonorycter lucidicostella
Phyllonorycter lucidicostella är en fjärilsart som först beskrevs av James Brackenridge Clemens 1859.  Phyllonorycter lucidicostella ingår i släktet guldmalar, och familjen styltmalar. Inga underarter finns listade i Catalogue of Life.

## Bildgalleri

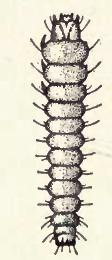